# Otoka (Bosanska Krupa, BiH)
Otoka (koristi se i naziv Bosanska Otoka) je naseljeno mjesto u općini Bosanska Krupa, Federacija Bosne i Hercegovine, BiH.

## Povijest
Nakon potpisivanja Daytonskog mirovnog sporazuma izdvojeno je istoimeno naseljeno mjesto koje je pripalo općini Krupa na Uni koja je ušla u sastav Republike Srpske.

## Stanovništvo

### Popisi 1971. – 1991.
| Otoka              |                 |                 |                 |
| godina popisa      | 1991.           | 1981.           | 1971.           |
| Muslimani          | 3.803 (93,60 %) | 3.024 (93,50 %) | 2.930 (90,96 %) |
| Srbi               | 151 (3,71 %)    | 140 (4,32 %)    | 211 (6,55 %)    |
| Hrvati             | 13 (0,31 %)     | 18 (0,55 %)     | 27 (0,83 %)     |
| Jugoslaveni        | 52 (1,27 %)     | 47 (1,45 %)     | 28 (0,86 %)     |
| ostali i nepoznato | 44 (1,08 %)     | 5 (0,15 %)      | 25 (0,77 %)     |
| ukupno             | 4.063           | 3.234           | 3.221           |

### Popis 2013.
| Otoka              |                |
| godina popisa      | 2013.          |
| Bošnjaci           | 3.164 (98,23%) |
| Hrvati             | 10 (0,31%)     |
| Srbi               | 1 (0,03%)      |
| ostali i nepoznato | 46 (1,43%)     |
| ukupno             | 3.221          |